# Louis Sørensen
Henrik Louis Sørensen (30. juni 1853 i København – 13. december 1902 i Paris) var en dansk xylograf, bror til Henrik Sørensen.
Louis Sørensen var søn af stillingskommissær, senere distriktsforstander, kancelliråd Henrik Sørensen (1827-1913) og Anna Helene Elisabeth Nissen (1825-1896). Han blev uddannet som xylograf hos svenskeren C.L. Sandberg, der i en årrække fra 1870 og frem arbejdede i København. 1878 tog Sørensen til Paris for at uddanne sig yderligere, og efter sin hjemkomst arbejdede han hos H.P. Hansen og en kort tid hos Frederik Hendriksen. Han videruddannede sig på et fire år langt ophold i Berlin og bosatte han sig endegyldigt i Paris, hvor han fra 1888 var bosiddende, og hvor han stiftede familie. Han ægtede 24. december 1895 i Paris Jeanne Philippine Scharff (født 4. september 1867 i Paris), d. af portefeuillefabrikant Jean Philippe Scharff og Marie Henriette Kolb.
I Paris arbejdede Sørensen primært for de kendte xylografer Rousseau og Auguste Lepère. Især sidstnævnte var et forbillede for den danske kunstner, for han tilegnede sig især Lepères stil. Den franske xylografiske skole dyrkede det tonede snit, der fremkom ved meget fine parallelskraveringer, og Sørensen og hans bror tilegnede sig denne stil, der ikke var gængs i Danmark. Louis Sørensen arbejdede det meste at sit liv i Frankrig og leverede illustrationer til blade såsom Le monde illustré, Petit journal og tidsskriftet L'image.
Han bidrog dog også til danske bogudgivelser; således til verdensudgaven af H.C. Andersens eventyr (1900) med Hans Tegners illustrationer, hvortil han bl.a. har skåret billeder til Lykkens Kalosker og Rejsekammeraten og i den illustrerede udgave af Christian Winthers Hjortens Flugt fra 1898, hvor han efter Knud Larsens tegninger har skåret i hvert fald de to billeder til Peder Jernskæg.

## Værker
(Alle i Den Kongelige Kobberstiksamling)
- Aftenselskab, efter tegning af Carl Thomsen 1881
- Illustrationer til Portalparti af landslot, Berlin 1887.

Bogillustrationer:
- "Askeladden som kapsaad med Troldet", efter tegning af Th. Kittelsen i: Asbjørnsen og Moe: Eventyr for Børn, I, 1883.
- Efter tegninger af Knud Larsen billeder af Peder Jernskæg i: Christian Winther: Hjortens Flugt, 1898.
- "Rejsekammeraten" og "Lykkens Kalosker", efter tegninger af Hans Tegner til: Verdensudgaven af H.C. Andersens Eventyr, 1899-1901.